# Джиммі Грінспун
Джиммі Грінспун (англ. Jimmy Greenspoon; 7 лютого 1948 — 11 березня 2015) — американський клавішник, найбільш відомий як учасник групи Three Dog Night.

## Біографія
Мати Грінспуна була актрисою німого кіно; вона знімалася разом такими зірками як Бастер Кітон і Чарлі Чаплін. Його батько був успішним бізнесменом і володів текстильною фабрикою. Сім'я жила в Беверлі-Хіллз, штат Каліфорнія, де Джиммі пішов вчитися в середню школу.
У 1960 році грав у кількох місцевих групах, однією їх яких була The New Dimensions. У 1968 році він познайомився з вокальним тріо, що складався з Денні Хаттона, Чака Негрона і Корі Уеллса, які мали контракт з лейблом Dunhill Records і шукали аккомпонімірующіх музикантів. Грінспун приєднався до їх новій групі «Three Dog Night», яка мала комерційний успіх в кінці 1960-х — початку 1970-х рр. У тому ж році він взяв участь у записі альбому поета-пісняра і продюсера Кіма Фоулі, — Outrageous.
На початку 1980-х рр. він посприяв возз'єднанню Three Dog Night і грав з нею аж до 2014 року. У 1991 році Грінспун став співавтором книги Марка Бего «One Is the Loneliest Number: On the Road and Behind the Scenes With the Legendary Rock Band Three Dog Night».
У 2000 році на Алеї зірок, в Палм-Спрінгс, Каліфорнія з'явилася Золота зірка, присвячена йому.
У 2014 році у Джиммі діагностували меланому з метастазами у мозок, в результаті чого музикант був змушений припинити гастролі з «Three Dog Night».
Помер 11 березня 2015, в окрузі Монтгомері, штат Меріленд. Йому було 67 років.